# الدوري البيروي لكرة القدم 2015
الدوري البيروفي لكرة القدم 2015 (بالإسبانية: Campeonato Descentralizado 2015)‏ هو الموسم 99 من الدوري البيروفي لكرة القدم. أشرف على تنظيمه اتحاد بيرو لكرة القدم، وكان عدد الأندية المشاركة فيه 17، وفاز فيه نادي ميلغار أريكيبا.